# Světový pohár v alpském lyžování 2019/2020
Světový pohár v alpském lyžování 2019/2020 byl 55. ročník série vrcholných závodů v alpském lyžování organizovaný Mezinárodní lyžařskou federací. Premiérová sezóna Světového poháru se konala v roce 1967. Ročník začal 26. října 2019 v rakouském Söldenu a předčasně skončil 7. března 2020 v norském Kvitfjellu kvůli jarnímu nástupu pandemie covidu-19. Koronavirová infekce způsobila zrušení posledních březnových závodů v Kranjske Goře, Åre a finále v Cortině d'Ampezzo.
Celkové hodnocení vyhráli Nor Aleksander Aamodt Kilde a Italka Federica Brignoneová, čímž získali první velké křišťálové glóby.

## Přehled

### Celkoví vítězové
Poprvé celkové hodnocení vyhrál Aleksander Aamodt Kilde, který triumfoval jako čtvrtý Nor v historii. Navázal tak na vítězství krajanů Kjetila Andrého Aamodta, Lasse Kjuse a Aksela Lunda Svindala, jenž získal druhý velký křišťálový glóbus v roce 2009. Vyrovnal také historický rekord Světového poháru v nejmenším počtu vítězství u celkového šampiona ročníku, když vyhrál pouze jeden závod – Super-G v Saalbachu-Hinterglemmu. V této statistice se připojil ke GustavuThönimu, jenž ovládl sezónu 1971/1972 s jedním vítězstvím. V první desítce se Kilde umístil ve 22 závodech, nejvyšším poštu od 23 takových umístění Marcela Hirschera v ročníku 2015/2016. Právě Hirscherovu osmiletou nadvládu nad Světovým pohárem z let 2012–2019 Kilde ukončil.
Mezi ženami získala celkové prvenství premiérově Federica Brignoneová. V 53leté historii Světového poháru se stala vůbec první ženskou šampionkou z Itálie a prvním italským vítězem od Alberta Tomby z roku 1995. V ročníku se jedenáctkrát umístila na stupních vítězů včetně pěti vyhraných závodů.

### Odstoupení Shiffrinové
Americká trojnásobná obhájkyně celkového prvenství Mikaela Shiffrinová na začátku února 2020 oznámila přerušení kariéry v důsledku úmrtí 65letého otce Jeffa Shiffrina. Podle italského deníku Gazzetta dello Sport zemřel na následky zranění po pádu ze střechy nového domu v coloradském Edwardsu. V konečné klasifikaci předčasně ukončeného ročníku obsadila druhé místo.

### Systémové změny závodů

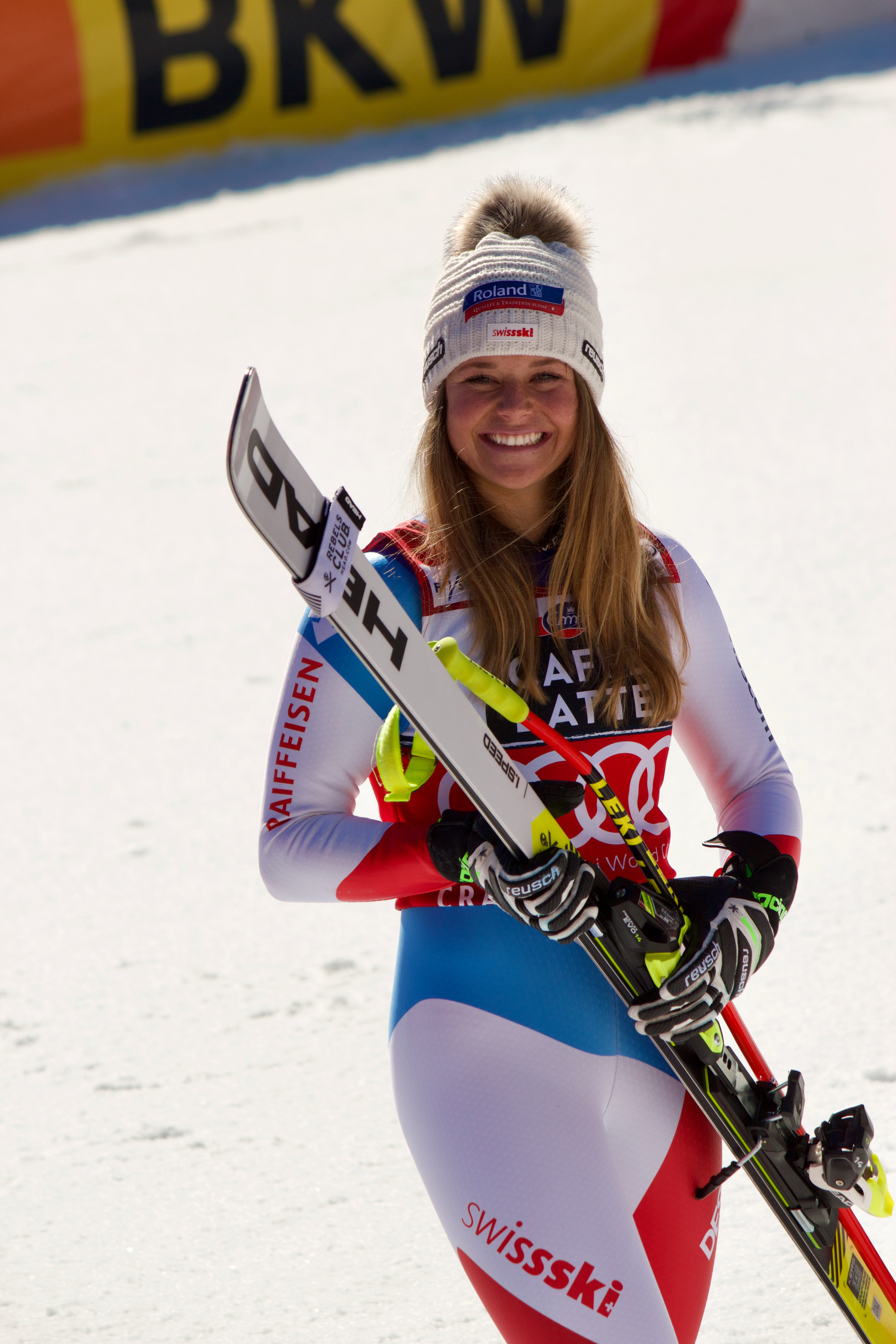
Corinne Suterová na vyhlášení medailistek v Crans-Montaně, 22. února 2020. Suterová se stala „královnou“ rychlostních disciplín, když ovládla konečná hodnocení sjezdu i Super-G jako první Švýcarka od Michely Figiniové v roce 1988.

V úsilí Mezinárodní lyžařské federace (FIS) o kontrolované rozšiřování Světového poháru byl počet závodů snížen, když navyšující se množství akcí kritizovali lyžaři i trenéři. Původní harmonogram počítal se 44 závody pro muže a 41 pro ženy, a to bez mistrovství světa. FIS se rovněž rozhodla vypustit městské závody pro šestnáct nejlépe postavených lyžařů a nahradit je paralelními a obřími slalomy v tradičních střediscích. Oživení zaznamenala superkombinace, jíž měli třikrát absolvovat muži a čtyřikrát ženy.
Vzhledem ke vzrůstající dominanci slalomářů v superkombinaci proběhla změna formátu závodu. Rychlostní discplína, s preferencí superobnřího slalomu před sjezdem, se i nadále konala v prvním kole. Navazující slalom se však již nejel v obráceném pořadí prvního kola, jako u výlučně slalomářských soutěží, ale vítěz sjezdové části nastupoval jako první na start druhého kola. Tím se snížila výhoda specialistů točivých discplín, kteří dříve po ztrátě ze sjezdu vyráželi z dolních pozic na upravenou trať a na čele figurující sjezdaři startovali až v závěru slalomu na rozbitém nekvalitním podkladu.
Změn doznal také formát paralelních slalomů, aby více vyhovoval požadavkům televizních přenosů. Z úvodní kvalifikace, v níž byl závodník na trati sám, postoupilo 32 nejrychlejších slalomářů. V prvním kole vyřazovací fáze 16 dvojic se pak konaly dvě jízdy. Závodník s nižším součtem časů z modré i červené dráhy postoupil do osmifinále. Od této fáze osmi dvojic se jela jen jedna jízda, v níž rozhodoval rychlejší čas. Poražení čtvrtfinalisté se následně utkali o konečné 5. až 8. místo, poražení semifinalisté se střetli v malém finále o bronz. Nově zvolený formát se však stal terčem kritiky, když v systému jediné rozhodující jízdy nebylo možno docílit toho, aby obě tratě – červená a modrá, byly stejně rychlé. Závodníci v pomalejší dráze tak byli znevýhodněni. V prvním mužském závodu paralelního obřího slalomu v Chamonix vyhráli všech osm jízd šestnáctičlenné fáze lyžaři na stejné trati. Obdobně v úvodním ženském závodu v Sestriere ovládly 17 z 20 duelů konaných na jedno kolo slalomářky z téže trati.
K pěti tradičním disciplínám – sjezdu, slalomu, Super-G, obřímu slalomu a kombinaci, se premiérově zařadila šestá v podobě paralelního závodu, kombinujícího paralelní obří slalom a paralelní slalom. Vzhledem k odjetí více než jednoho závodu byly vítězům i v této dílčí disciplíně uděleny malé křišťálové glóby.

## Muži

### Kalendář
| 1747. | 1.            | 27. října 2019     | Sölden                             | OS 413                             | Alexis Pinturault                                                                       | Mathieu Faivre                                                                          | Žan Kranjec                                                                             | [ 12 ]                                                                                  |
| 1748. | 2.            | 24. listopadu 2019 | Levi                               | SL 489                             | Henrik Kristoffersen                                                                    | Clément Noël                                                                            | Daniel Yule                                                                             | [ 13 ]                                                                                  |
| 1749. | 3.            | 30. listopadu 2019 | Lake Louise                        | SJ 488                             | Thomas Dreßen                                                                           | Dominik Paris                                                                           | Beat Feuz Carlo Janka                                                                   | [ 14 ]                                                                                  |
| 1750. | 4.            | 1. prosince 2019   | Lake Louise                        | SG 212                             | Matthias Mayer                                                                          | Dominik Paris                                                                           | Vincent Kriechmayr Mauro Caviezel                                                       | [ 15 ]                                                                                  |
| 1751. | 5.            | 6. prosince 2019   | Beaver Creek                       | SG 213                             | Marco Odermatt                                                                          | Aleksander Aamodt Kilde                                                                 | Matthias Mayer                                                                          | [ 16 ]                                                                                  |
| 1752. | 6.            | 7. prosince 2019   | Beaver Creek                       | SJ 489                             | Beat Feuz                                                                               | Johan Clarey Vincent Kriechmayr                                                         | 3. místo neuděleno                                                                      | [ 17 ]                                                                                  |
| 1753. | 7.            | 8. prosince 2019   | Beaver Creek                       | OS 414                             | Tommy Ford                                                                              | Henrik Kristoffersen                                                                    | Leif Kristian Nestvold-Haugen                                                           | [ 18 ]                                                                                  |
| |               | 15. prosince 2019  | Val-d'Isère                        | OS cnx                             | husté sněžení a vítr; přeloženo do Hinterstoderu na 1. března                           | husté sněžení a vítr; přeloženo do Hinterstoderu na 1. března                           | husté sněžení a vítr; přeloženo do Hinterstoderu na 1. března                           | husté sněžení a vítr; přeloženo do Hinterstoderu na 1. března                           |
| 1754. | 8.            | 15. prosince 2019  | Val-d'Isère                        | SL 490                             | Alexis Pinturault                                                                       | André Myhrer                                                                            | Stefano Gross                                                                           | [ 19 ]                                                                                  |
| 1755. | 9.            | 20. prosince 2019  | Val Gardena/Gröden                 | SG 214                             | Vincent Kriechmayr                                                                      | Kjetil Jansrud                                                                          | Thomas Dreßen                                                                           | [ 20 ]                                                                                  |
| |               | 21. prosince 2019  | Val Gardena/Gröden                 | SJ cnx                             | husté sněžení; přeloženo do Bormia na 27. prosince                                      | husté sněžení; přeloženo do Bormia na 27. prosince                                      | husté sněžení; přeloženo do Bormia na 27. prosince                                      | husté sněžení; přeloženo do Bormia na 27. prosince                                      |
| 1756. | 10.           | 22. prosince 2019  | Alta Badia                         | OS 415                             | Henrik Kristoffersen                                                                    | Cyprien Sarrazin                                                                        | Žan Kranjec                                                                             | [ 21 ]                                                                                  |
| 1757. | 11.           | 23. prosince 2019  | Alta Badia                         | PG 005                             | Rasmus Windingstad                                                                      | Stefan Luitz                                                                            | Roland Leitinger                                                                        | [ 22 ]                                                                                  |
| 1758. | 12.           | 27. prosince 2019  | Bormio                             | SJ 490                             | Dominik Paris                                                                           | Beat Feuz                                                                               | Matthias Mayer                                                                          | [ 23 ]                                                                                  |
| 1759. | 13.           | 28. prosince 2019  | Bormio                             | SJ 491                             | Dominik Paris                                                                           | Urs Kryenbühl                                                                           | Beat Feuz                                                                               | [ 24 ]                                                                                  |
| 1760. | 14.           | 29. prosince 2019  | Bormio                             | SK 132                             | Alexis Pinturault                                                                       | Aleksander Aamodt Kilde                                                                 | Loïc Meillard                                                                           | [ 25 ]                                                                                  |
| 1761. | 15.           | 5. ledna 2020      | Záhřeb                             | SL 491                             | Clément Noël                                                                            | Ramon Zenhäusern                                                                        | Alex Vinatzer                                                                           | [ 26 ]                                                                                  |
| 1762. | 16.           | 8. ledna 2020      | Madonna di Campiglio               | SL 492                             | Daniel Yule                                                                             | Henrik Kristoffersen                                                                    | Clément Noël                                                                            | [ 27 ]                                                                                  |
| 1763. | 17.           | 11. ledna 2020     | Adelboden                          | OS 416                             | Žan Kranjec                                                                             | Filip Zubčić                                                                            | Henrik Kristoffersen Victor Muffat-Jeandet                                              | [ 28 ]                                                                                  |
| 1764. | 18.           | 12. ledna 2020     | Adelboden                          | SL 493                             | Daniel Yule                                                                             | Henrik Kristoffersen                                                                    | Marco Schwarz                                                                           | [ 29 ]                                                                                  |
| 1765. | 19.           | 17. ledna 2020     | Wengen                             | SK 133                             | Matthias Mayer                                                                          | Alexis Pinturault                                                                       | Victor Muffat-Jeandet                                                                   | [ 30 ]                                                                                  |
| 1766. | 20.           | 18. ledna 2020     | Wengen                             | SJ 492                             | Beat Feuz                                                                               | Dominik Paris                                                                           | Thomas Dreßen                                                                           | [ 31 ]                                                                                  |
| 1767. | 21.           | 19. ledna 2020     | Wengen                             | SL 494                             | Clément Noël                                                                            | Henrik Kristoffersen                                                                    | Alexandr Chorošilov                                                                     | [ 32 ]                                                                                  |
| 1768. | 22.           | 24. ledna 2020     | Kitzbühel                          | SG 215                             | Kjetil Jansrud                                                                          | Aleksander Aamodt Kilde Matthias Mayer                                                  | 3. místo neuděleno                                                                      | [ 33 ]                                                                                  |
| 1769. | 23.           | 25. ledna 2020     | Kitzbühel                          | SJ 493                             | Matthias Mayer                                                                          | Beat Feuz Vincent Kriechmayr                                                            | 3. místo neuděleno                                                                      | [ 34 ]                                                                                  |
| 1770. | 24.           | 26. ledna 2020     | Kitzbühel                          | SL 495                             | Daniel Yule                                                                             | Marco Schwarz                                                                           | Clément Noël                                                                            | [ 35 ]                                                                                  |
| 1771. | 25.           | 28. ledna 2020     | Schladming                         | SL 496                             | Henrik Kristoffersen                                                                    | Alexis Pinturault                                                                       | Daniel Yule                                                                             | [ 36 ]                                                                                  |
| 1772. | 26.           | 1. února 2020      | Garmisch-Partenkirchen             | SJ 494                             | Thomas Dreßen                                                                           | Aleksander Aamodt Kilde                                                                 | Johan Clarey                                                                            | [ 37 ]                                                                                  |
| 1773. | 27.           | 2. února 2020      | Garmisch-Partenkirchen             | OS 417                             | Alexis Pinturault                                                                       | Loïc Meillard                                                                           | Leif Kristian Nestvold-Haugen                                                           | [ 38 ]                                                                                  |
| 1774. | 28.           | 8. února 2020      | Chamonix                           | SL 497                             | Clément Noël                                                                            | Timon Haugan                                                                            | Adrian Pertl                                                                            | [ 39 ]                                                                                  |
| 1775. | 29.           | 9. února 2020      | Chamonix                           | PG 006                             | Loïc Meillard                                                                           | Thomas Tumler                                                                           | Alexander Schmid                                                                        | [ 40 ]                                                                                  |
| 1776. | 30.           | 13. února 2020     | Saalbach-Hinterglemm               | SJ 495                             | Thomas Dreßen                                                                           | Beat Feuz                                                                               | Mauro Caviezel                                                                          | [ 41 ]                                                                                  |
| 1777. | 31.           | 14. února 2020     | Saalbach-Hinterglemm               | SG 216                             | Aleksander Aamodt Kilde                                                                 | Mauro Caviezel                                                                          | Thomas Dreßen                                                                           | [ 42 ]                                                                                  |
| |               | 15. února 2020     | Jen-čching                         | SJ cnx                             | zrušeno pro koronavirovou pandemii; přeloženo do Saalbachu-Hinterglemmu na 13–14. února | zrušeno pro koronavirovou pandemii; přeloženo do Saalbachu-Hinterglemmu na 13–14. února | zrušeno pro koronavirovou pandemii; přeloženo do Saalbachu-Hinterglemmu na 13–14. února | zrušeno pro koronavirovou pandemii; přeloženo do Saalbachu-Hinterglemmu na 13–14. února |
| 16. února 2020.                                                                                          | SG cnx        |                    | Jen-čching                         |                                    | zrušeno pro koronavirovou pandemii; přeloženo do Saalbachu-Hinterglemmu na 13–14. února | zrušeno pro koronavirovou pandemii; přeloženo do Saalbachu-Hinterglemmu na 13–14. února | zrušeno pro koronavirovou pandemii; přeloženo do Saalbachu-Hinterglemmu na 13–14. února | zrušeno pro koronavirovou pandemii; přeloženo do Saalbachu-Hinterglemmu na 13–14. února |
| 1778. | 32.           | 22. února 2020     | Naeba                              | OS 418                             | Filip Zubčić                                                                            | Marco Odermatt                                                                          | Tommy Ford                                                                              | [ 43 ]                                                                                  |
| |               | 23. února 2020     | Naeba                              | SL cnx                             | nepříznivé počasí; silný vítr                                                           | nepříznivé počasí; silný vítr                                                           | nepříznivé počasí; silný vítr                                                           | nepříznivé počasí; silný vítr                                                           |
| 1779. | 33.           | 29. února 2020     | Hinterstoder                       | SG 217                             | Vincent Kriechmayr                                                                      | Mauro Caviezel                                                                          | Matthias Mayer                                                                          | [ 44 ]                                                                                  |
| 1780. | 34.           | 1. března 2020     | Hinterstoder                       | SK 134                             | Alexis Pinturault                                                                       | Mauro Caviezel                                                                          | Aleksander Aamodt Kilde                                                                 | [ 45 ]                                                                                  |
| 1781. | 35.           | 2. března 2020     | Hinterstoder                       | OS 419                             | Alexis Pinturault                                                                       | Filip Zubčić                                                                            | Henrik Kristoffersen                                                                    | [ 46 ]                                                                                  |
| 1782. | 36.           | 7. března 2020     | Kvitfjell                          | SJ 496                             | Matthias Mayer                                                                          | Aleksander Aamodt Kilde                                                                 | Carlo Janka                                                                             | [ 47 ]                                                                                  |
| |               | 8. března 2020     | Kvitfjell                          | SG cnx                             | nepříznivé počasí; vítr a mlha                                                          | nepříznivé počasí; vítr a mlha                                                          | nepříznivé počasí; vítr a mlha                                                          | nepříznivé počasí; vítr a mlha                                                          |
| 14. března 2020                                                                                          | Kranjska Gora | OS cnx             | zrušeno pro koronavirovou pandemii | zrušeno pro koronavirovou pandemii | zrušeno pro koronavirovou pandemii                                                      | zrušeno pro koronavirovou pandemii                                                      |                                                                                         |                                                                                         |
| 15. března 2020                                                                                          | Kranjska Gora | SL cnx             | zrušeno pro koronavirovou pandemii | zrušeno pro koronavirovou pandemii | zrušeno pro koronavirovou pandemii                                                      | zrušeno pro koronavirovou pandemii                                                      |                                                                                         |                                                                                         |
| Finále Světového poháru                                                                                  |               |                    |                                    |                                    |                                                                                         |                                                                                         |                                                                                         |                                                                                         |
| |               | 18. března 2020    | Cortina d'Ampezzo                  | SJ cnx                             | zrušeno pro koronavirovou pandemii                                                      | zrušeno pro koronavirovou pandemii                                                      | zrušeno pro koronavirovou pandemii                                                      | zrušeno pro koronavirovou pandemii                                                      |
| 19. března 2020                                                                                          | SG cnx        |                    | Cortina d'Ampezzo                  |                                    | zrušeno pro koronavirovou pandemii                                                      | zrušeno pro koronavirovou pandemii                                                      | zrušeno pro koronavirovou pandemii                                                      | zrušeno pro koronavirovou pandemii                                                      |
| 21. března 2020                                                                                          | OS cnx        |                    | Cortina d'Ampezzo                  |                                    | zrušeno pro koronavirovou pandemii                                                      | zrušeno pro koronavirovou pandemii                                                      | zrušeno pro koronavirovou pandemii                                                      | zrušeno pro koronavirovou pandemii                                                      |
| 22. března 2020                                                                                          | SL cnx        |                    | Cortina d'Ampezzo                  |                                    | zrušeno pro koronavirovou pandemii                                                      | zrušeno pro koronavirovou pandemii                                                      | zrušeno pro koronavirovou pandemii                                                      | zrušeno pro koronavirovou pandemii                                                      |
| Legenda                                                                                                  |               |                    |                                    |                                    |                                                                                         |                                                                                         |                                                                                         |                                                                                         |
| SJ – sjezd, SL – slalom, OS – obří slalom, SG – Super-G, SK – superkombinace, PG – paralelní obří slalom |               |                    |                                    |                                    |                                                                                         |                                                                                         |                                                                                         |                                                                                         |

### Konečné pořadí
| Poř. | po 36 závodech          | body |
| ---- | ----------------------- | ---- |
| 1.   | Aleksander Aamodt Kilde | 1202 |
| 2.   | Alexis Pinturault       | 1148 |
| 3.   | Henrik Kristoffersen    | 1041 |
| 4.   | Matthias Mayer          | 916  |
| 5.   | Vincent Kriechmayr      | 794  |

| Poř. | po 9 závodech           | body |
| ---- | ----------------------- | ---- |
| 1.   | Beat Feuz               | 650  |
| 2.   | Thomas Dreßen           | 438  |
| 3.   | Matthias Mayer          | 424  |
| 4.   | Aleksander Aamodt Kilde | 413  |
| 5.   | Dominik Paris           | 384  |

| Poř. | po 6 závodech           | body |
| ---- | ----------------------- | ---- |
| 1.   | Mauro Caviezel          | 365  |
| 2.   | Vincent Kriechmayr      | 362  |
| 3.   | Aleksander Aamodt Kilde | 336  |
| 4.   | Matthias Mayer          | 324  |
| 5.   | Kjetil Jansrud          | 305  |

| Poř. | po 7 závodech        | body |
| ---- | -------------------- | ---- |
| 1.   | Henrik Kristoffersen | 394  |
| 2.   | Alexis Pinturault    | 388  |
| 3.   | Filip Zubčić         | 368  |
| 4.   | Žan Kranjec          | 364  |
| 5.   | Tommy Ford           | 267  |

| Poř. | po 2 závodech      | body |
| ---- | ------------------ | ---- |
| 1.   | Loïc Meillard      | 129  |
| 2.   | Rasmus Windingstad | 103  |
| 3.   | Stefan Luitz       | 82   |
| 4.   | Thomas Tumler      | 80   |
| 5.   | Roland Leitinger   | 73   |
|      | Alexander Schmid   | 73   |

| Poř. | po 9 závodech          | body |
| ---- | ---------------------- | ---- |
| 1.   | Henrik Kristoffersen   | 552  |
| 2.   | Clément Noël           | 550  |
| 3.   | Daniel Yule            | 495  |
| 4.   | Ramon Zenhäusern       | 323  |
| 5.   | Sebastian Foss-Solevåg | 297  |

| \| Poř. \| po 3 závodech \| body \| \| ---- \| ----------------------- \| ---- \| \| 1. \| Alexis Pinturault \| 280 \| \| 2. \| Aleksander Aamodt Kilde \| 172 \| \| 3. \| Matthias Mayer \| 140 \| \| 4. \| Riccardo Tonetti \| 140 \| \| 5. \| Loïc Meillard \| 139 \| |                         |      |
| Poř. | po 3 závodech           | body |
| 1. | Alexis Pinturault       | 280  |
| 2. | Aleksander Aamodt Kilde | 172  |
| 3. | Matthias Mayer          | 140  |
| 4. | Riccardo Tonetti        | 140  |
| 5. | Loïc Meillard           | 139  |

## Ženy

### Kalendář
| 1637. | 1.           | 26. října 2019                                                        | Sölden                                                                | OS 413                                                                | Alice Robinsonová                                                                | Mikaela Shiffrinová                                                              | Tessa Worleyová                                                                  | [ 48 ]                                                                           |
| 1638. | 2.           | 23. listopadu 2019                                                    | Levi                                                                  | SL 464                                                                | Mikaela Shiffrinová                                                              | Wendy Holdenerová                                                                | Katharina Truppeová                                                              | [ 49 ]                                                                           |
| 1639. | 3.           | 30. listopadu 2019                                                    | Killington                                                            | OS 414                                                                | Marta Bassinová                                                                  | Federica Brignoneová                                                             | Mikaela Shiffrinová                                                              | [ 50 ]                                                                           |
| 1640. | 4.           | 1. prosince 2019                                                      | Killington                                                            | SL 465                                                                | Mikaela Shiffrinová                                                              | Petra Vlhová                                                                     | Anna Swennová-Larssonová                                                         | [ 51 ]                                                                           |
| 1641. | 5.           | 6. prosince 2019                                                      | Lake Louise                                                           | SJ 410                                                                | Ester Ledecká                                                                    | Corinne Suterová                                                                 | Stephanie Venierová                                                              | [ 52 ]                                                                           |
| 1642. | 6.           | 7. prosince 2019                                                      | Lake Louise                                                           | SJ 411                                                                | Nicole Schmidhoferová                                                            | Mikaela Shiffrinová                                                              | Francesca Marsagliová                                                            | [ 53 ]                                                                           |
| 1643. | 7.           | 8. prosince 2019                                                      | Lake Louise                                                           | SG 233                                                                | Viktoria Rebensburgová                                                           | Nicol Delagová                                                                   | Corinne Suterová                                                                 | [ 54 ]                                                                           |
| 1644. | 8.           | 14. prosince 2019                                                     | Svatý Mořic                                                           | SG 234                                                                | Sofia Goggiová                                                                   | Federica Brignoneová                                                             | Mikaela Shiffrinová                                                              | [ 55 ]                                                                           |
| 1645. | 9.           | 15. prosince 2019                                                     | Svatý Mořic                                                           | PS 006                                                                | Petra Vlhová                                                                     | Anna Swennová-Larssonová                                                         | Franziska Gritschová                                                             | [ 56 ]                                                                           |
| 1646. | 10.          | 17. prosince 2019                                                     | Courchevel                                                            | OS 415                                                                | Federica Brignoneová                                                             | Mina Fürst Holtmannová                                                           | Wendy Holdenerová                                                                | [ 57 ]                                                                           |
| |              | 21. prosince 2019                                                     | Val-d'Isère                                                           | SJ cnx                                                                | husté sněžení; přesunuto ve Val-d'Isère na 22. prosince                          | husté sněžení; přesunuto ve Val-d'Isère na 22. prosince                          | husté sněžení; přesunuto ve Val-d'Isère na 22. prosince                          | husté sněžení; přesunuto ve Val-d'Isère na 22. prosince                          |
| 22. prosince 2019 | SK cnx       | zrušeno kvůli změně programu ve prospěch sjezdu                       | zrušeno kvůli změně programu ve prospěch sjezdu                       | zrušeno kvůli změně programu ve prospěch sjezdu                       | zrušeno kvůli změně programu ve prospěch sjezdu                                  |                                                                                  |                                                                                  |                                                                                  |
| 22. prosince 2019 | SJ cnx       | podruhé zrušeno, opět husté sněžení; přesunuto do Banska na 24. ledna | podruhé zrušeno, opět husté sněžení; přesunuto do Banska na 24. ledna | podruhé zrušeno, opět husté sněžení; přesunuto do Banska na 24. ledna | podruhé zrušeno, opět husté sněžení; přesunuto do Banska na 24. ledna            |                                                                                  |                                                                                  |                                                                                  |
| 1647. | 11.          | 28. prosince 2019                                                     | Lienz                                                                 | OS 416                                                                | Mikaela Shiffrinová                                                              | Marta Bassinová                                                                  | Katharina Liensbergerová                                                         | [ 58 ]                                                                           |
| 1648. | 12.          | 29. prosince 2019                                                     | Lienz                                                                 | SL 466                                                                | Mikaela Shiffrinová                                                              | Petra Vlhová                                                                     | Michelle Gisinová                                                                | [ 59 ]                                                                           |
| 1649. | 13.          | 4. ledna 2020                                                         | Záhřeb                                                                | SL 467                                                                | Petra Vlhová                                                                     | Mikaela Shiffrinová                                                              | Katharina Liensbergerová                                                         | [ 60 ]                                                                           |
| 1650. | 14.          | 11. ledna 2020                                                        | Altenmarkt                                                            | SJ 412                                                                | Corinne Suterová                                                                 | Nicol Delagová                                                                   | Michelle Gisinová                                                                | [ 61 ]                                                                           |
| 1651. | 15.          | 12. ledna 2020                                                        | Altenmarkt                                                            | SK 105                                                                | Federica Brignoneová                                                             | Wendy Holdenerová                                                                | Marta Bassinová                                                                  | [ 62 ]                                                                           |
| 1652. | 16.          | 14. ledna 2020                                                        | Flachau                                                               | SL 468                                                                | Petra Vlhová                                                                     | Anna Swennová-Larssonová                                                         | Mikaela Shiffrinová                                                              | [ 63 ]                                                                           |
| 1653. | 17.          | 18. ledna 2020                                                        | Sestriere                                                             | OS 417                                                                | Federica Brignoneová Petra Vlhová                                                | 2. místo neuděleno                                                               | Mikaela Shiffrinová                                                              | [ 64 ]                                                                           |
| 1654. | 18.          | 19. ledna 2020                                                        | Sestriere                                                             | PG 001                                                                | Clara Direzová                                                                   | Elisa Mörzingerová                                                               | Marta Bassinová                                                                  | [ 65 ]                                                                           |
| 1655. | 19.          | 24. ledna 2020                                                        | Bansko                                                                | SJ 413                                                                | Mikaela Shiffrinová                                                              | Federica Brignoneová                                                             | Joana Hählenová                                                                  | [ 66 ]                                                                           |
| 1656. | 20.          | 25. ledna 2020                                                        | Bansko                                                                | SJ 414                                                                | Elena Curtoniová                                                                 | Marta Bassinová                                                                  | Federica Brignoneová                                                             | [ 67 ]                                                                           |
| 1657. | 21.          | 26. ledna 2020                                                        | Bansko                                                                | SG 235                                                                | Mikaela Shiffrinová                                                              | Marta Bassinová                                                                  | Lara Gutová-Behramiová                                                           | [ 68 ]                                                                           |
| |              | 1. února 2020                                                         | Roza Chutor                                                           | SJ cnx                                                                | zrušeno pro husté sněžení; přesunuto do Crans-Montany na 21. února               | zrušeno pro husté sněžení; přesunuto do Crans-Montany na 21. února               | zrušeno pro husté sněžení; přesunuto do Crans-Montany na 21. února               | zrušeno pro husté sněžení; přesunuto do Crans-Montany na 21. února               |
| 1658. | 22.          | 2. února 2020                                                         | Roza Chutor                                                           | SG 236                                                                | Federica Brignoneová                                                             | Sofia Goggiová                                                                   | Joana Hählenová                                                                  | [ 69 ]                                                                           |
| 1659. | 23.          | 8. února 2020                                                         | Garmisch-Partenkirchen                                                | SJ 415                                                                | Viktoria Rebensburgová                                                           | Federica Brignoneová                                                             | Ester Ledecká                                                                    | [ 70 ]                                                                           |
| 1660. | 24.          | 9. února 2020                                                         | Garmisch-Partenkirchen                                                | SG 237                                                                | Corinne Suterová                                                                 | Nicole Schmidhoferová                                                            | Wendy Holdenerová                                                                | [ 71 ]                                                                           |
| |              | 15. února 2020                                                        | Maribor                                                               | OS cnx                                                                | nepříznivá předpověď teplého počasí; přesunuto do Kranjské Gory na 15.–16. února | nepříznivá předpověď teplého počasí; přesunuto do Kranjské Gory na 15.–16. února | nepříznivá předpověď teplého počasí; přesunuto do Kranjské Gory na 15.–16. února | nepříznivá předpověď teplého počasí; přesunuto do Kranjské Gory na 15.–16. února |
| 16. února 2020 | SL cnx       |                                                                       | Maribor                                                               |                                                                       | nepříznivá předpověď teplého počasí; přesunuto do Kranjské Gory na 15.–16. února | nepříznivá předpověď teplého počasí; přesunuto do Kranjské Gory na 15.–16. února | nepříznivá předpověď teplého počasí; přesunuto do Kranjské Gory na 15.–16. února | nepříznivá předpověď teplého počasí; přesunuto do Kranjské Gory na 15.–16. února |
| 1661. | 25.          | 15. února 2020                                                        | Kranjska Gora                                                         | OS 418                                                                | Alice Robinsonová                                                                | Petra Vlhová                                                                     | Wendy Holdenerová Meta Hrovatová                                                 | [ 72 ]                                                                           |
| 1662. | 26.          | 16. února 2020                                                        | Kranjska Gora                                                         | SL 469                                                                | Petra Vlhová                                                                     | Wendy Holdenerová                                                                | Katharina Truppeová                                                              | [ 73 ]                                                                           |
| 1663. | 27.          | 21. února 2020                                                        | Crans-Montana                                                         | SJ 416                                                                | Lara Gutová-Behramiová                                                           | Corinne Suterová                                                                 | Stephanie Venierová                                                              | [ 74 ]                                                                           |
| 1664. | 28.          | 22. února 2020                                                        | Crans-Montana                                                         | SJ 417                                                                | Lara Gutová-Behramiová                                                           | Corinne Suterová                                                                 | Nina Ortliebová                                                                  | [ 75 ]                                                                           |
| 1665. | 29.          | 23. února 2020                                                        | Crans-Montana                                                         | SK 106                                                                | Federica Brignoneová                                                             | Franziska Gritschová                                                             | Ester Ledecká                                                                    | [ 76 ]                                                                           |
| 1666. | 30.          | 29. února 2020                                                        | La Thuile                                                             | SG 238                                                                | Nina Ortliebová                                                                  | Federica Brignoneová                                                             | Corinne Suterová                                                                 | [ 77 ]                                                                           |
| |              | 1. března 2020                                                        | La Thuile                                                             | SK 107                                                                | husté sněžení                                                                    | husté sněžení                                                                    | husté sněžení                                                                    | husté sněžení                                                                    |
| 7. března 2020 | Ofterschwang | OS cnx                                                                | nedostatek sněhu a nepříznivá předpověď počasí                        | nedostatek sněhu a nepříznivá předpověď počasí                        | nedostatek sněhu a nepříznivá předpověď počasí                                   | nedostatek sněhu a nepříznivá předpověď počasí                                   |                                                                                  |                                                                                  |
| 8. března 2020 | Ofterschwang | SL cnx                                                                | nedostatek sněhu a nepříznivá předpověď počasí                        | nedostatek sněhu a nepříznivá předpověď počasí                        | nedostatek sněhu a nepříznivá předpověď počasí                                   | nedostatek sněhu a nepříznivá předpověď počasí                                   |                                                                                  |                                                                                  |
| 12. března 2020 | Åre          | PS cnx                                                                | zrušeno pro koronavirovou pandemii                                    | zrušeno pro koronavirovou pandemii                                    | zrušeno pro koronavirovou pandemii                                               | zrušeno pro koronavirovou pandemii                                               |                                                                                  |                                                                                  |
| 13. března 2020 | Åre          | OS cnx                                                                | zrušeno pro koronavirovou pandemii                                    | zrušeno pro koronavirovou pandemii                                    | zrušeno pro koronavirovou pandemii                                               | zrušeno pro koronavirovou pandemii                                               |                                                                                  |                                                                                  |
| 14. března 2020 | Åre          | SL cnx                                                                | zrušeno pro koronavirovou pandemii                                    | zrušeno pro koronavirovou pandemii                                    | zrušeno pro koronavirovou pandemii                                               | zrušeno pro koronavirovou pandemii                                               |                                                                                  |                                                                                  |
| Finále Světového poháru |              |                                                                       |                                                                       |                                                                       |                                                                                  |                                                                                  |                                                                                  |                                                                                  |
| |              | 18. března 2020                                                       | Cortina d'Ampezzo                                                     | SJ cnx                                                                | zrušeno pro koronavirovou pandemii                                               | zrušeno pro koronavirovou pandemii                                               | zrušeno pro koronavirovou pandemii                                               | zrušeno pro koronavirovou pandemii                                               |
| 19. března 2020 | SG cnx       |                                                                       | Cortina d'Ampezzo                                                     |                                                                       | zrušeno pro koronavirovou pandemii                                               | zrušeno pro koronavirovou pandemii                                               | zrušeno pro koronavirovou pandemii                                               | zrušeno pro koronavirovou pandemii                                               |
| 21. března 2020 | SL cnx       |                                                                       | Cortina d'Ampezzo                                                     |                                                                       | zrušeno pro koronavirovou pandemii                                               | zrušeno pro koronavirovou pandemii                                               | zrušeno pro koronavirovou pandemii                                               | zrušeno pro koronavirovou pandemii                                               |
| 22. března 2020 | OS cnx       |                                                                       | Cortina d'Ampezzo                                                     |                                                                       | zrušeno pro koronavirovou pandemii                                               | zrušeno pro koronavirovou pandemii                                               | zrušeno pro koronavirovou pandemii                                               | zrušeno pro koronavirovou pandemii                                               |
| Legenda |              |                                                                       |                                                                       |                                                                       |                                                                                  |                                                                                  |                                                                                  |                                                                                  |
| SJ – sjezd, SL – slalom, OS – obří slalom, SG – Super-G, SK – superkombinace, PS – paralelní slalom, PG – paralelní obří slalom |              |                                                                       |                                                                       |                                                                       |                                                                                  |                                                                                  |                                                                                  |                                                                                  |

### Konečné pořadí
| Poř. | po 30 závodech       | body |
| ---- | -------------------- | ---- |
| 1.   | Federica Brignoneová | 1378 |
| 2.   | Mikaela Shiffrinová  | 1225 |
| 3.   | Petra Vlhová         | 1189 |
| 4.   | Corinne Suterová     | 837  |
| 5.   | Marta Bassinová      | 817  |

| Poř. | po 8 závodech          | body |
| ---- | ---------------------- | ---- |
| 1.   | Corinne Suterová       | 477  |
| 2.   | Ester Ledecká          | 322  |
| 3.   | Federica Brignoneová   | 320  |
| 4.   | Lara Gutová-Behramiová | 288  |
| 5.   | Mikaela Shiffrinová    | 256  |

| Poř. | po 6 závodech          | body |
| ---- | ---------------------- | ---- |
| 1.   | Corinne Suterová       | 360  |
| 2.   | Federica Brignoneová   | 341  |
| 3.   | Nicole Schmidhoferová  | 217  |
| 4.   | Lara Gutová-Behramiová | 209  |
| 5.   | Stephanie Venierová    | 205  |

| Poř. | po 6 závodech        | body |
| ---- | -------------------- | ---- |
| 1.   | Federica Brignoneová | 407  |
| 2.   | Petra Vlhová         | 333  |
| 3.   | Mikaela Shiffrinová  | 314  |
| 4.   | Marta Bassinová      | 309  |
| 5.   | Alice Robinsonová    | 300  |

| Poř. | po 6 závodech            | body |
| ---- | ------------------------ | ---- |
| 1.   | Petra Vlhová             | 460  |
| 2.   | Mikaela Shiffrinová      | 440  |
| 3.   | Katharina Liensbergerová | 276  |
| 4.   | Wendy Holdenerová        | 260  |
| 5.   | Anna Swennová-Larssonová | 235  |

| Poř. | po 2 závodech         | body |
| ---- | --------------------- | ---- |
| 1.   | Federica Brignoneová  | 200  |
| 2.   | Wendy Holdenerová     | 125  |
| 3.   | Ester Ledecká         | 100  |
| 4.   | Franziska Gritschová  | 80   |
| 5.   | Ramona Siebenhoferová | 64   |

| \| Poř. \| po 2 závodech \| body \| \| ---- \| ------------------------ \| ---- \| \| 1. \| Petra Vlhová \| 113 \| \| 2. \| Clara Direzová \| 100 \| \| 3. \| Federica Brignoneová \| 90 \| \| 4. \| Anna Swennová-Larssonová \| 80 \| \| \| Elisa Mörzingerová \| 80 \| |                          |      |
| Poř. | po 2 závodech            | body |
| 1. | Petra Vlhová             | 113  |
| 2. | Clara Direzová           | 100  |
| 3. | Federica Brignoneová     | 90   |
| 4. | Anna Swennová-Larssonová | 80   |
| | Elisa Mörzingerová       | 80   |

## Týmová soutěž

### Kalendář
| Finále Světového poháru |  |                 |                   |        |                                    |                                    |                                    |                                    |
|                         |  | 20. března 2020 | Cortina d'Ampezzo | PG cnx | zrušeno pro koronavirovou pandemii | zrušeno pro koronavirovou pandemii | zrušeno pro koronavirovou pandemii | zrušeno pro koronavirovou pandemii |

## Pohár národů
| Poř. | po 66 závodech | body |
| ---- | -------------- | ---- |
| 1.   | Švýcarsko      | 8732 |
| 2.   | Rakousko       | 7694 |
| 3.   | Itálie         | 6274 |
| 4.   | Norsko         | 5644 |
| 5.   | Francie        | 5283 |

| Poř. | po 36 závodech | body |
| ---- | -------------- | ---- |
| 1.   | Švýcarsko      | 4979 |
| 2.   | Norsko         | 4399 |
| 3.   | Francie        | 4197 |
| 4.   | Rakousko       | 3879 |
| 5.   | Itálie         | 2205 |

| Poř. | po 30 závodech | body |
| ---- | -------------- | ---- |
| 1.   | Itálie         | 4069 |
| 2.   | Rakousko       | 3815 |
| 3.   | Švýcarsko      | 3753 |
| 4.   | USA            | 1719 |
| 5.   | Německo        | 1294 |